# Tour des Flandres 1997
La 81e édition du Tour des Flandres a eu lieu le 6 avril 1997 et a été remportée en solitaire par le Danois Rolf Sørensen.
La course disputée sur un parcours de 267 kilomètres est l'une des manches de la Coupe du monde de cyclisme sur route 1997.

## Classement
| #  | Coureur            | Équipe                  |    | Temps           |
| -- | ------------------ | ----------------------- | -- | --------------- |
| 1  | Rolf Sørensen      | Rabobank                | en | 5 h 57 min 01 s |
| 2  | Frédéric Moncassin | GAN                     |    | 7 s             |
| 3  | Franco Ballerini   | Mapei-GB                |    | 8 s             |
| 4  | Andreï Tchmil      | Lotto-Mobistar-Isoglass |    | 8 s             |
| 5  | Davide Casarotto   | Scrigno-Gaerne          |    | 20 s            |
| 6  | Claudio Chiappucci | Asics-CGA               |    | 21 s            |
| 7  | Michele Bartoli    | MG Maglificio-Technogym |    | 27 s            |
| 8  | Jo Planckaert      | Lotto-Mobistar-Isoglass |    | 27 s            |
| 9  | Peter Van Petegem  | TVM-Farm Frites         |    | 27 s            |
| 10 | Viatcheslav Ekimov | US Postal               |    | 27 s            |